# Розендейл (переписна місцевість, Нью-Йорк)
Розендейл (англ. Rosendale) — переписна місцевість (CDP) в США, в окрузі Ольстер штату Нью-Йорк. Населення — 1285 осіб (2020).

## Географія
Розендейл розташований за координатами 41°51′11″ пн. ш. 74°4′17″ зх. д. / 41.85306° пн. ш. 74.07139° зх. д. (41.853172, -74.071420).  За даними Бюро перепису населення США в 2010 році переписна місцевість мала площу 5,07 км², з яких 4,93 км² — суходіл та 0,14 км² — водойми.

### Клімат
| Клімат : Розендейл           | Клімат : Розендейл | Клімат : Розендейл | Клімат : Розендейл | Клімат : Розендейл | Клімат : Розендейл | Клімат : Розендейл | Клімат : Розендейл | Клімат : Розендейл | Клімат : Розендейл | Клімат : Розендейл | Клімат : Розендейл | Клімат : Розендейл | Клімат : Розендейл |
| Показник                     | Січ.               | Лют.               | Бер.               | Квіт.              | Трав.              | Черв.              | Лип.               | Серп.              | Вер.               | Жовт.              | Лист.              | Груд.              | Рік                |
| Абсолютний максимум, °C      | 20,0               | 22,8               | 30,0               | 34,4               | 35,6               | 37,2               | 39,4               | 37,8               | 38,3               | 31,1               | 27,8               | 22,2               | 39,4               |
| Середній максимум, °C        | 1,1                | 3,3                | 8,3                | 15,0               | 21,1               | 25,6               | 28,9               | 27,8               | 23,3               | 16,7               | 10,6               | 3,9                | 15,5               |
| Середній мінімум, °C         | −9,4               | −8,9               | −3,3               | 2,2                | 7,8                | 12,8               | 15,6               | 15,0               | 10,0               | 3,3                | −1,1               | −6,1               | 3,2                |
| Абсолютний мінімум, °C       | −34,4              | −30,6              | −25                | −10,6              | −2,8               | 1,7                | 6,1                | 3,3                | −3,3               | −7,8               | −16,1              | −30,6              | −34,4              |
| Норма опадів, мм             | 81                 | 64                 | 91                 | 96                 | 120                | 95                 | 120                | 97                 | 94                 | 90                 | 90                 | 82                 | 1120               |
| ---------------------------- | ------------------ | ------------------ | ------------------ | ------------------ | ------------------ | ------------------ | ------------------ | ------------------ | ------------------ | ------------------ | ------------------ | ------------------ | ------------------ |
| Джерело: The Weather Channel |                    |                    |                    |                    |                    |                    |                    |                    |                    |                    |                    |                    |                    |

## Демографія
Згідно з переписом 2010 року, у переписній місцевості мешкало 1349 осіб у 612 домогосподарствах у складі 311 родини. Густота населення становила 266 осіб/км².  Було 690 помешкань (136/км²).
Расовий склад населення:
| - 90,9 % — білих - 2,9 % — чорних або афроамериканців - 1,0 % — азіатів - 2,5 % — осіб інших рас |

До двох чи більше рас належало 2,7 %. Частка іспаномовних становила 7,9 % від усіх жителів.
За віковим діапазоном населення розподілялося таким чином: 17,1 % — особи молодші 18 років, 67,3 % — особи у віці 18—64 років, 15,6 % — особи у віці 65 років та старші. Медіана віку мешканця становила 43,6 року. На 100 осіб жіночої статі у переписній місцевості припадало 91,6 чоловіків;  на 100 жінок у віці від 18 років та старших — 93,1 чоловіків також старших 18 років.
Середній дохід на одне домашнє господарство  становив 66 546 доларів США (медіана — 58 618), а середній дохід на одну сім'ю — 83 909 доларів (медіана — 85 494). За межею бідності перебувало 6,6 % осіб, у тому числі 0,0 % дітей у віці до 18 років та 16,4 % осіб у віці 65 років та старших.
Цивільне працевлаштоване населення становило 694 особи. Основні галузі зайнятості: освіта, охорона здоров'я та соціальна допомога — 26,1 %, науковці, спеціалісти, менеджери — 20,2 %, мистецтво, розваги та відпочинок — 17,9 %.